# جوزيف هولمز ميلر
جوزيف هولمز ميلر (بالإنجليزية: Joseph Holmes Miller)‏ هو مساح أراضي نيوزيلندي، ولد في 12 فبراير 1919، وتوفي في 6 فبراير 1986.